# Aeropuerto Nacional Gustavo Rizo

i7
i11
i13
Der Aeropuerto Nacional Gustavo Rizo (IATA-Code: BCA, ICAO-Code: MUBA) ist ein Regionalflughafen in der kubanischen Stadt Baracoa (Provinz Guantánamo). Er dient der nationalen Anbindung der Stadt und der Region. Betreiber des Flughafens ist der Staatsbetrieb Empresa Cubana de Aeropuertos y Servicios Aeronáuticos S.A. (ECASA).

## Lage
Der Flughafen liegt nordwestlich der „Bahía de Miel“ (spanisch für: „Honigbucht“) unweit des „Hotel Porto Santo“ und zirka 4 km vom Stadtzentrum entfernt. Er liegt auf einer Höhe von acht Metern über dem Meeresspiegel und hat eine ausgewiesene Start- und Landebahn „16/34“ (Beton), die 1850 × 30 Meter misst.

## Fluggesellschaften und -ziele
Die staatlichen Fluggesellschaften Aerogaviota und Cubana de Aviación S.A. bieten Flüge von und nach Havanna an.